# Caol Ila
Caol Ila – destylarnia whisky niedaleko Port Askaig, na szkockiej wyspie Islay. Założona w 1846 roku przez Hectora Hendersona. Ponieważ interes nie szedł za dobrze, w 1854 gorzelnia zmieniła właściciela. Przejął ją Norman Buchanan, właściciel Isle of Jura.

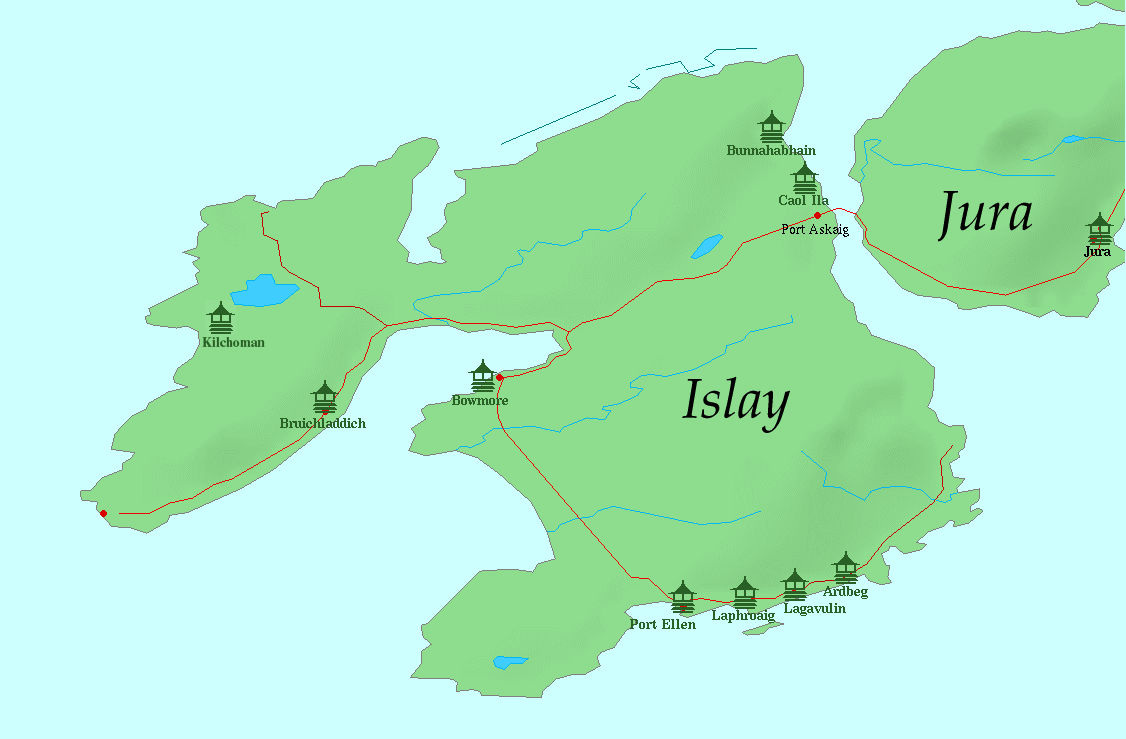
Mapa wyspy Islay z zaznaczonymi wszystkimi destylarniami

## Charakter
Caol Ila nie należy do najbardziej torfowych whisky z Islay. Charakteryzuje ją bladozłoty kolor i ostry aromat, przypominający morskie powietrze, przesiąknięty wonią wędzonego łososia, z delikatną nutą kwiatowo-pieprzową. Smak słodkawy z wyczuwalnym torfowo-dymnym posmakiem. Jakkolwiek jest sprzedawana jako single malt, to jednak produkcja przeznaczana jest głównie na kategorię blended jako jeden ze składników takich whisky jak Johnnie Walker czy Black Bottle.
Na rynku dostępne są wersje 12-, 18- i 25-letnie.